# Мерчиці
Мерчиці (пол. Mierczyce, нім. Mertschütz) — село в Польщі, у гміні Вондрожі-Великі Яворського повіту Нижньосілезького воєводства.
Населення — 672 особи (2011).
У 1975-1998 роках село належало до Легницького воєводства.

## Демографія
Демографічна структура станом на 31 березня 2011 року:
|          | Загалом | Допрацездатний вік | Працездатний вік | Постпрацездатний вік |
| -------- | ------- | ------------------ | ---------------- | -------------------- |
| Чоловіки | 346     | 54                 | 241              | 51                   |
| Жінки    | 326     | 53                 | 185              | 88                   |
| Разом    | 672     | 107                | 426              | 139                  |